# Agnese di Dio (opera teatrale)
Agnese di Dio (Agnes of God) è un'opera teatrale del drammaturgo statunitense John Pielmeier, debuttata a Waterford nel 1979. Dal dramma è stato tratto l'omonimo film di Norman Jewison con Jane Fonda, Anne Bancroft e Meg Tilly. 

## Trama
La giovanissima novizia Agnese dà alla luce un bambino, che viene trovato morto. La psichiatra Martha Livingstone viene mandata ad indagare per scoprire come è rimasta incinta e, soprattutto, se Agnese era consapevole della gravidanza e se si è sbarazzata consapevolmente del bambino. Madre Miriam Ruth, la superiora, non si fida di Martha e per la psichiatra eseguire il proprio lavoro raggiunge il confine del metafisico e dell'eterna questione tra ateismo e religiosità.

## Produzioni
Il dramma debuttò a Waterford nel 1979, con Jacqueline Brookes (Madre Miriam), Jo Henderson (Martha) e il futuro due volte Premio Oscar Dianne Wiest (Agnese). Nel 1980 il dramma fu messo in scena con alcune modifiche a Louisville con Anne Pitoniak (Madre Miriam), Adale O'Brien (Madre) e Mia Dillon (Agnese). 
Nel marzo 1982 il dramma debuttò a Broadway, dove rimase in scena per 599 giorni prima di chiudere nel settembre 1983. Facevano parte del cast Geraldine Page nel ruolo della Madre, Elizabeth Ashley in quello di Martha e Amanda Plummer in quello di Agnese; le interpretazioni di Geraldine Page e di Amanda Plummer furono particolarmente apprezzate e la Plummer vinse il Tony Award alla miglior attrice non protagonista in uno spettacolo. Diahann Carroll sostituì la Ashley nel ruolo di Martha, mentre Mia Dillon, Carrie Fisher e Maryann Plunkett sostituirono la Plummer. Lee Remick aveva interpretato Martha nel periodo di rodaggio a Boston, ma lasciò lo spettacolo prima del debutto a Broadway. Dopo il successo di New York il musical fu portato in tour per gli Stati Uniti con Mercedes McCambridge (Madre), Valerie Harper (Martha) e Maryann Plunkett (Agnese).
Nel 1983 il dramma debuttò al Greenwich Theatre di Londra con Honor Blackman (Madre), Susannah York (Martha) e Hilary Reynolds (Agnese).